# براندان رينو
براندان رينو (بالإنجليزية: Brendan Renaud)‏ (21 أغسطس 1973 بأستراليا - ) هو لاعب كرة قدم أسترالي في مركز الدفاع. لعب مع سيدني إف سي وماركوني ستاليونز وسانت جورج ساينتس ‏ ونادي بلاكتاون سيتي وباراماتا باور ‏ ونادي باراماتا ‏.

## وصلات خارجية
- براندان رينو على موقع قاعدة بيانات كرة القدم.إي يو (الإنجليزية)